# Esther Galil
Esther Galil (hebraico: אסתר גליל; árabe: استير الجليل) é uma cantora e pintora nascida na cidade de Safim, do então Protetorado Francês de Marrocos, em 28 de maio de 1945. Galil é filha de pai espanhol e mãe marroquina. Ainda no início de sua vida, ela e seus onze irmãos foram levados por seus pais para Haifa, em Israel, onde a família se estabeleceu.
Trabalhou num kibutz quando jovem, e foi cantando e fazendo ao mesmo tempo a colheita que foi observada pelos seus colegas, que a aconselharam a divulgar-se. Por ser fluente em francês, mudou-se para França, onde poderia encontrar melhores oportunidades para construir uma carreira artística. Lá, sob o pseudônimo de Jackie Galil, ela registrou um primeiro LP que passou despercebido; entretanto, logo em seguida passou a dar preferência em ser creditada com o seu nome verdadeiro, e com o lançamento do disco Le jour se lève ("O dia levanta-se"), de 1971, a cantora adquiriu grande fama, tendo as suas canções chegado aos tops da França, Alemanha, Canadá, Bélgica, Suíça, Japão, Portugal, Brasil, Marrocos, Tunísia, Argélia, Irão, Jordânia e Israel.[carece de fontes?]
Galil também tornou-se pintora profissional, e atualmente expõe regularmente as suas obras em Los Angeles, onde vive há mais de vinte anos. É fluente em francês, árabe marroquino, hebraico e inglês.

## Principais êxitos
| - 1971: J'attends l'homme - 1971: Pour Gagner - 1971: Le jour se lève - 1971: Je t'aime à mort - 1971: Oh lord - 1971: Ima - 1972: Les Fusils - 1972: L'amour n'a pas de signe - 1972: Amour ma délivrance - 1972: Ma liberté - 1972: Delta queen - 1972: Conquistador - 1972: Tu prends les armes - 1973: Shalom dis-moi shalom - 1973: Cœur de Pierre - 1973: Cherche l'amour - 1973: Non, pas lui - 1973: Das madchen, das dich liebt - 1973: Sonja, komm zurruck - 1974: On est fait pour vivre ensemble - 1974: Bla, bla, bla - 1975: Le cri de la Terre | - 1975: Cha cha Rock - 1975: Ma vérité - 1975: Délivre-moi - 1976: Z Land - 1976: Apprend moi à t'aimer - 1976: Je m'en vais - 1976: Apprends-moi à t'aimer - 1976: Bossana - 1976: Pas de question (Killer) - 1977: Route number infini - 1977: Demain matin - 1978: Lover for Ever / Good time - 1979: All or nothing/ Let's go - 1980: Les mots qui fâchent - 1980: Super nova - 1981: En dehors du blues - 1981: Rêve de départ - 1988: Interdit par la loi - 2005: El Mektoub - 2006: 80's - 2006: 90's |